# Głębokie (dopływ Falsztyńskiego)
Głębokie – potok, prawy dopływ potoku Falsztyńskiego. Jego koryto znajduje się w Pieninach Spiskich w miejscowości Niedzica w województwie małopolskim, w powiecie nowotarskim, w gminie Łapsze Niżne.
Potok wypływa na wysokości około 654 m w porośniętej lasem dolince wcinającej się w północne zbocze głównego grzbietu Pienin Spiskich, nieco poniżej polany Cisówka i spływa w kierunku północnym, cały czas przez las. Na wysokości 551 m uchodzi do zamkniętego groblą stawu hodowlanego, przez który przepływa potok Falsztyński.